# Gyula Rumbold
Gyula Rumbold (Budapest, 6 dicembre 1887 – Budapest, 5 ottobre 1959) è stato un calciatore ungherese, di ruolo difensore.

## Biografia
Nativo di Budapest, Rumbold ha militato calcisticamente esclusivamente nel Ferencváros. Durante la Grande Guerra fu impiegato sul fronte serbo e russo riportando ferite tali da impedirgli di riprendere l'attività agonistica al termine del conflitto. Nel 1929 fu votato tra gli undici giocatori ungheresi di sempre. Dopo il ritiro dall'attività agonistica ha lavorato come arredatore e pittore.

## Carriera

### Club
Di ruolo di terzino destro, dal 1905 al 1914 ha militato nel Ferencváros, vincendo sette campionati magiari ed una Coppa d'Ungheria.

### Nazionale
Ha indossato la maglia della nazionale ungherese di calcio in 33 occasioni, partecipando anche al torneo calcistico della V Olimpiade, tenutasi a Stoccolma. Con i magiari giunse ai quarti di finale, eliminati dal Regno Unito per 7 reti a 0.

## Palmarès
- Campionato ungherese di calcio: 7

Ferencváros: 1905, 1906-1907, 1908-1909, 1909-1910, 1910-1911, 1911-1912, 1912-1913
- Coppa d'Ungheria: 1

Ferencváros: 1912-1913